# Joint Base Pearl Harbor–Hickam
Joint Base Pearl Harbor-Hickam (JBPHH) est une base militaire américaine adjacente à Honolulu, à Hawaï. Il s'agit de la fusion de la base aérienne de Hickam de l'armée de l'air des États-Unis et de la base navale de Pearl Harbor de la marine américaine, qui ont fusionné en 2010.
Joint Base Pearl Harbor-Hickam est l'une des 12 bases conjointes créées par la Base Realignment and Closure Commission.
Elle fait partie de la région navale d'Hawaï (en) et fournit un soutien opérationnel à la Navy mais également à différentes opérations conjointes.

## Naval Station Pearl Harbor
Pearl Harbor est à 13 km d'Honolulu. La base navale de Pearl Harbor fournit l'accostage et le soutien à terre aux navires de surface et aux sous-marins, ainsi que la maintenance et la formation. Pearl Harbor peut accueillir les plus gros navires de la flotte, et leur fournir des services de cale sèche. Le logement et le soutien familial sont également assurés et font partie intégrante des activités à terre, ces services englobent à la fois le personnel permanent et le personnel de passage.
Comme Pearl Harbor est la seule installation de maintenance intermédiaire pour les sous-marins dans le Pacifique moyen, elle sert d'hôte à un grand nombre de sous-mariniers en visite.
La Naval Computer and Telecommunications Area Master Station Pacific (en) (NCTAMS PAC), à Wahiawa, à Hawaï, est la plus grande station de communication au monde. 

## Hickam Air Force Base
La base aérienne de Hickam a été nommée ainsi en l'honneur du pionnier de l'aviation, le lieutenant-colonel Horace Meek Hickam (en). Elle est sous la juridiction des Pacific Air Forces (PACAF), dont le quartier général est situé sur la base.
Hickam AFB est le point de départ de missions opérationnelles en appui à la guerre mondiale contre le terrorisme ainsi que de missions aériennes spéciales en appui au U.S. Pacific Command (USPACOM) et au Pacific Air Forces (PACAF).

En 2009, la base est utilisée comme emplacement d'opération temporaire pour Air Force One pendant les vacances de Noël de Barack Obama à Kailua, à Hawaï.

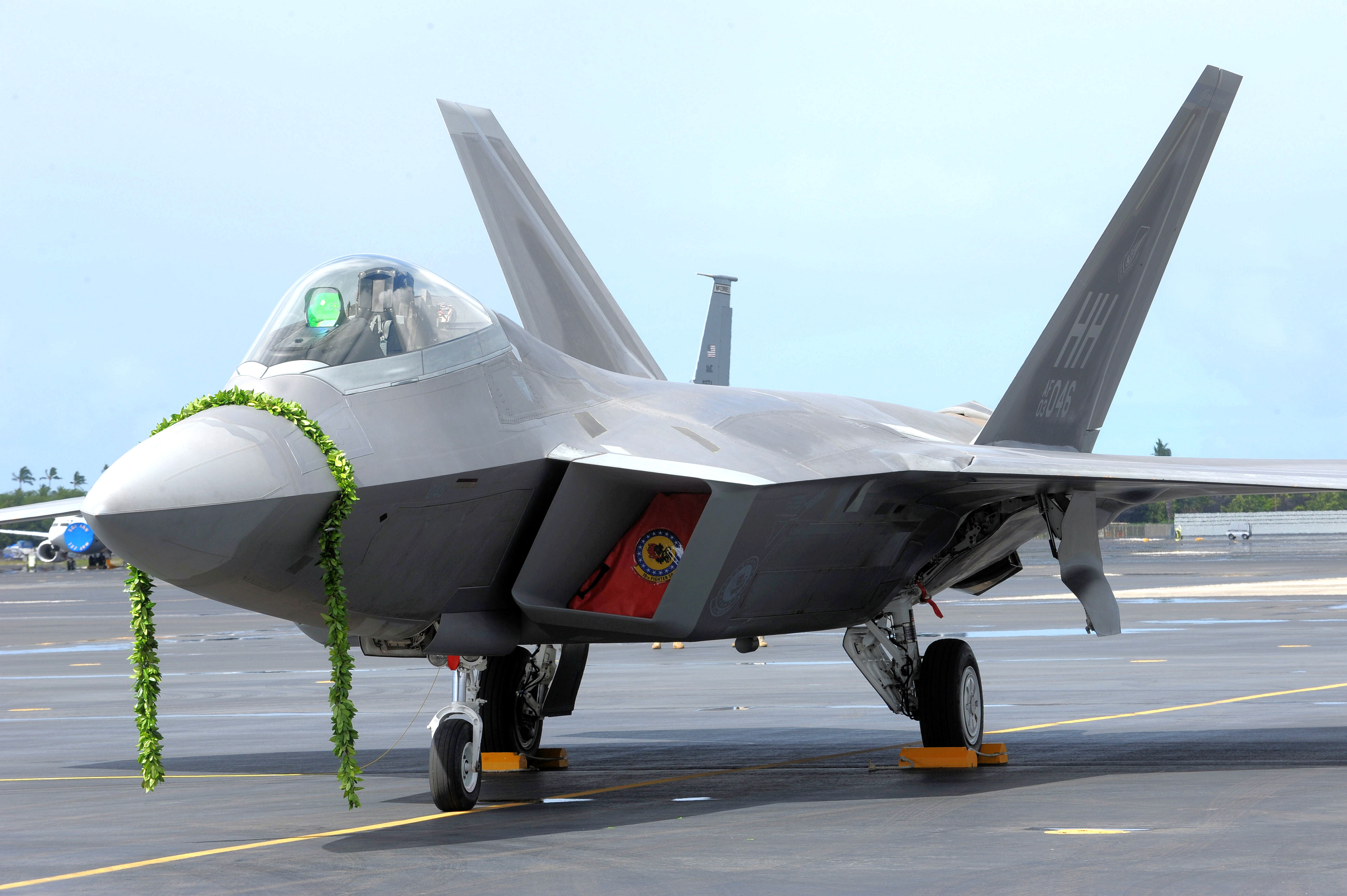
F-22A Raptor de la Garde nationale aérienne d'Hawaï.
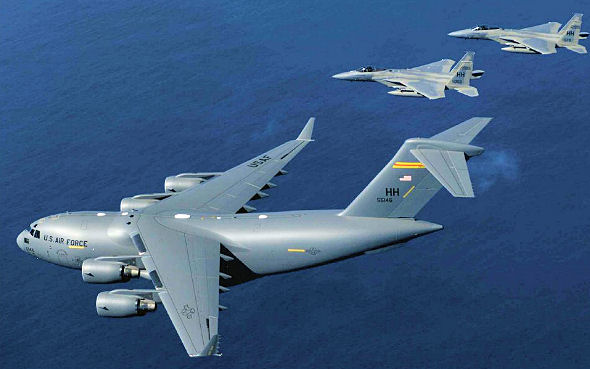
C-17 Globemaster III et F-15 Eagles de la Garde nationale aérienne d'Hawaï, 2008
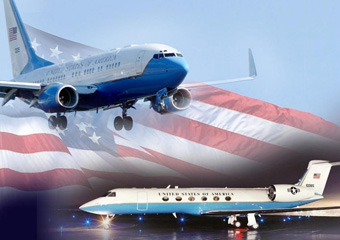
Appareils du 65th Airlift Squadron Special Air Mission DV
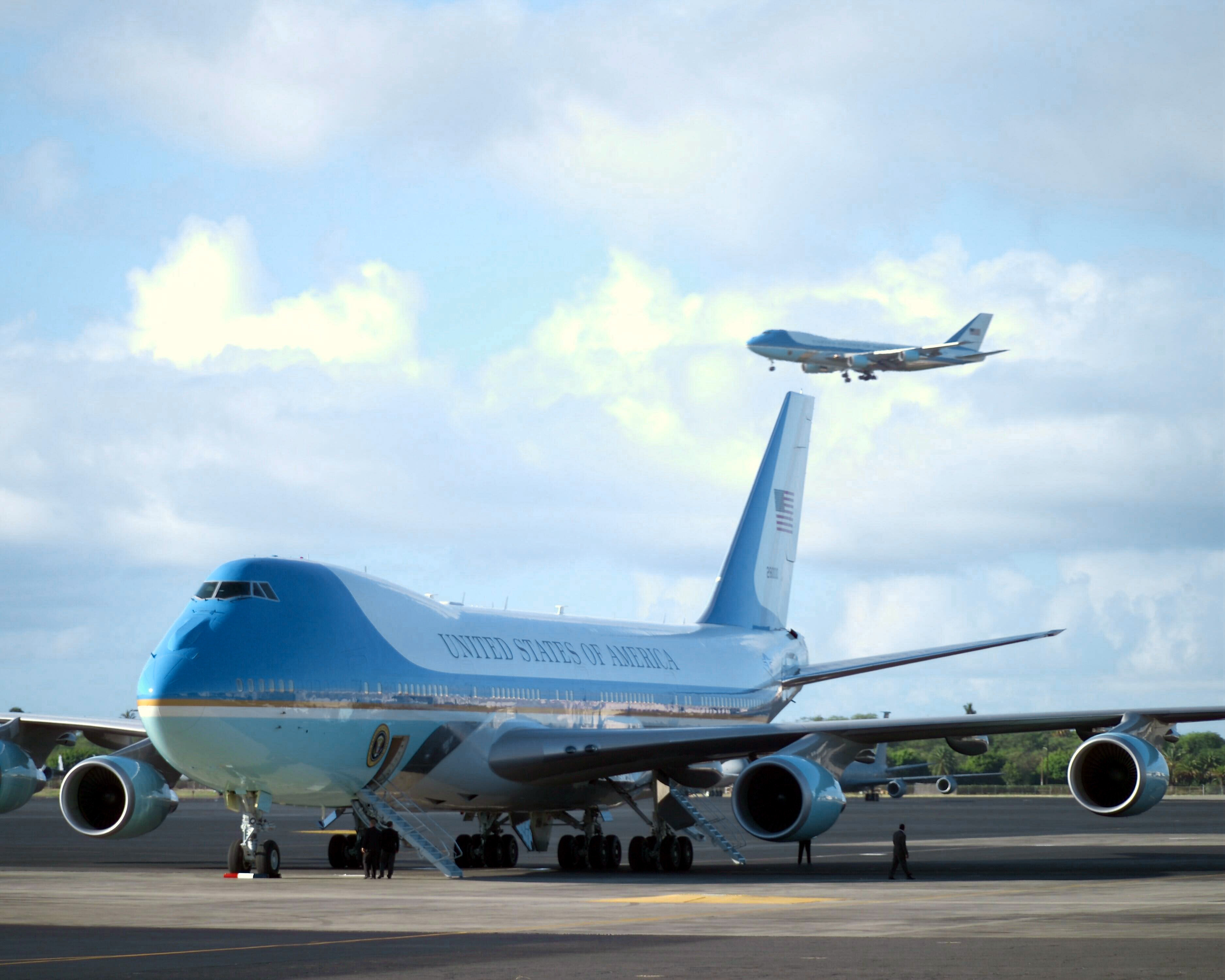
Air Force One (dans les airs) et sa doublure au sol lors d'une visite en 2003 de George W. Bush